# Printer Command Language
Printer Command Language, normalmente chamada simplesmente de PCL, foi desenvolvida pela HP para que programas aplicativos pudessem controlar o equipamento de impressão. Esta linguagem se tornou um padrão de mercado para controle de dispositivo de impressão.